# Peter Persidis
Peter Persidis (ur. 8 marca 1947 w Wiedniu, zm. 21 stycznia 2009 tamże) – austriacki piłkarz pochodzenia greckiego występujący na pozycji obrońcy.

## Kariera klubowa
Persidis zawodową karierę rozpoczynał w 1967 roku w klubie First Vienna z Bundesligi. W 1968 roku spadł z zespołem do Erste Ligi. Po roku powrócił z nim do Bundesligi. W 1971 roku odszedł do greckiego Olympiakosu. Spędził tam 4 lata. W tym czasie zdobył z klubem trzy mistrzostwa Grecji (1973, 1974, 1975) oraz dwa Puchary Grecji (1973, 1975).
W 1975 roku Persidis powrócił do Austrii, gdzie został graczem Rapidu Wiedeń. W 1976 roku wygrał z nim Puchar Austrii. W 1982 roku został z zespołem mistrzem Austrii. W tym samym roku zakończył karierę. Po zakończeniu kariery był trenerem VSE St. Pölten oraz Rapidu Wiedeń.

## Kariera reprezentacyjna
W reprezentacji Austrii Persidis zadebiutował w 1976 roku. W 1978 roku został powołany do kadry na Mistrzostwa Świata. Nie zagrał na nich ani razu, a Austria odpadła z turnieju po drugiej rundzie. W latach 1976–1978 w drużynie narodowej Persidis rozegrał w sumie 7 spotkań.